# Polimex Mostostal
Polimex Mostostal (kurz POLIMEXMS oder dem Börsenkürzel PXM) ist ein polnisches Bauunternehmen mit Sitz in Warschau. Die Unternehmensgruppe ist spezialisiert auf den Bau von Industrieanlagen. Vor allem werden Anlagen für die Öl-, Gas-, chemische und petrochemische Industrie sowie Unternehmen der Energietechnik errichtet und gewartet. Das Unternehmen ist seit 1997 an der Warschauer Wertpapierbörse notiert.

## Geschichte
Die heutige Polimex Mostostal S.A. ist ein Zusammenschluss von zwei ursprünglich unabhängigen polnischen Unternehmen: Polimex-Cekop und Mostostal Siedlce.

### Polimex-Cekop
Polimex wurde 1945 nach dem Zweiten Weltkrieg als Polskie Towarzystwo Exportowo-Importowe Maszyn i Urządzeń (Polnische Gesellschaft für Ex- und Import von  Maschinen und Anlagen) gegründet. Primäre Aufgabe des Unternehmens war der Aufbau der polnischen Industrie. Der Name des Unternehmens wurde 1959 in Polimex geändert. Die Buchstaben sind die Abkürzung für Polska firma importowo-eksportowa, das Unternehmen firmiert jetzt als Polskie Towarzystwo Exportu i Importu Maszyn sp. z o.o. 1971 schlossen sich das Centrala Eksportu Kompletnych Obiektów Przemysłowych (Cekop – Zentraler Export kompletter Industrieanlagen) und Polimex als Polimex-Cekop zusammen. 1995 wurde das Unternehmen in eine Aktiengesellschaft umgewandelt und zwei Jahre darauf privatisiert.

### Mostostal Siedlce
Das Unternehmen wurde 1973 gegründet, fünf Jahre darauf begann die Produktion von Stahlkonstruktionen. Zwei weitere Jahre später wurde die Produktion von Stahlgittern aufgenommen. 1978 wurde ein Werk zur Feuerverzinkung eingeweiht. 1993 wurde das Unternehmen als Mostostal Siedlce S.A. in eine Aktiengesellschaft umgewandelt und damit ein Schritt in die Privatisierung unternommen. 1997 wurde das Unternehmen erstmals an der Warschauer Börse gelistet. Zwei Jahre darauf erwarb Polimex-Cekop die Mehrheit der Aktien. Im Jahr 2002 übernahm die Mostostal Siedlce S.A. die Mostostal Stalowa Wola S.A.

### Polimex-Mostostal
2004 fusionierten die Unternehmen Polimex-Cekop und Mostostal Siedlce zur Polimex-Mostostal Siedlce S.A. Ein Jahr darauf wurde ein neuer Unternehmenszweig für den Bau von Straßen und Gleisanlagen gegründet. Im Jahr 2006 wurde das Siedlce aus der Firma entfernt; die Bezeichnung ist seitdem Polimex-Mostostal S.A. 2007 wurde die Firma Elektromontaz Północ S.A. übernommen und mit der ZREW S.A. fusioniert. 2008 stieg das Unternehmen zum größten Bauunternehmen in Polen auf.
Im Zuge der Investitionen zur Fußball-Europameisterschaft 2012 stieg auch Polimex-Mostostal in den Bau von Autobahn- und Schnellstraßenabschnitten ein. Der Bauboom führte jedoch zu Kostensteigerungen insbesondere bei Asphalt- und Kraftstoffpreisen, die auch Generalunternehmen wie Polimex-Mostostal in die Nähe der Insolvenz brachte, da viele Verträge im Straßenbau an der Grenze der Rentabilität oder mit Verlusten realisiert wurden. 2014 wurden die letzten Verträge zum Bau der Abschnitte der A1, A4 und S1 (damals S69) aufgrund von Verzögerungen seitens der GDDKiA gekündigt. Es folgten mehrere mehrjährige Gerichtsverfahren für zusätzliche Vergütungen für den Anstieg der Asphalt- und Kraftstoffpreise sowie gegen die von der GDDKiA verhängten Vertragsstrafen. Eine Klage bezüglich der Vergütungen beim Bau des Autobahnabschnitts A2 wies das Verwaltungsgericht der Woiwodschaft Masowien im September 2015 ab. Erst im August 2018 wurde eine Einigung mit der GDDKiA vor Gericht erzielt.
Neben dem Straßenbau konzentrierte sich das Unternehmen auf Aufträge im Energiesektor und erhielt im Februar 2012 als Partner in einem Konsortium unter der Führung von Rafako mit Mostostal Warszawa als Partner den Auftrag zum Bau zweier Kraftwerksblöcke im Kraftwerk Oppeln im Gesamtwert von 11,6 Milliarden Złoty. Im Oktober 2013 wurde Rafako durch Alstom ersetzt und die Anteile im Konsortium neu geregelt. Polimex-Mostostal sollte nun 42 % der Arbeitsumfangs übernehmen.
Trotz dieses Auftrags geriet das Unternehmen aufgrund der Verluste im Straßenbau in finanzielle Schwierigkeiten. Mit Gläubigern wurde hinsichtlich der Bedingungen zur Rückzahlung von Schulden verhandelt. Die Aktien verloren 2012 insgesamt 70 % an Wert, bis 2014 wurde mehr als die Hälfte der Mitarbeiter entlassen. Das Unternehmen zog sich aus dem Straßenbau zurück. 2013 bis 2015 stellten mehrere an den Verträgen im Straßenbau beteiligte Subunternehmen und Gläubiger Insolvenzanträge vor Gericht, die entweder abgewiesen oder nach Verhandlungen zurückgezogen wurden. Im Januar 2014 erfolgte der Baubeginn der Blöcke im Kraftwerk Oppeln, ein Rückzug kam nicht infrage. Nach der Einigung mit den Gläubigern und der Entlassung von 10.000 Mitarbeitern im Rahmen eines Umstrukturierungsprozesses wurde die endgültige Rettung durch eine Finanzspritze der Unternehmen PGE, Enea, Energa und PGNiG möglich, die Aktien im Gesamtwert von 300 Millionen Złoty erwarben, und so 66 % an Anteilen am Unternehmen halten. 2019 folgte die Fertigstellung der beiden Blöcke im Kraftwerk Oppeln. Am 31. Mai wurde Block 5 in Betrieb genommen, am 11. Oktober 2019 folgte Block 6. Ende 2019 erfolgte die Rückkehr in den Straßenbau im Rahmen eines Vertrages zum Bau einer Verbindungsstraße in Konin.
2014 wurden die neuen Tochterunternehmen Polimex Energetyka Sp. z o.o. und Naftoremont-Naftobudowa Sp. z o.o. gegründet, 2017 folgte Polimex Budownictwo Sp. z o.o. Sp. k., Polimex Operator Sp. z o.o. Sp. k. und Polimex Infrastruktura Sp. z o.o. Anfang Juli 2019 wurde die Unternehmensgruppe in Polimex Mostostal S.A.umbenannt.

## Unternehmensstruktur
Polimex Mostostal S.A. ist die Muttergesellschaft einer Unternehmensgruppe. Zur Unternehmensgruppe gehören die Tochtergesellschaften und -unternehmen:
- Czerwonogradzki Zakład Konstrukcji Stalowych Spółka z d. o.
- Energomontaż Północ-Bełchatów Sp.z o.o.
- Mostostal Siedlce Sp. z o.o. Sp. k.
- Naftoremont-Naftobudowa Sp. z o.o.
- Polimex Budownictwo Sp. z o.o. Sp.k.
- Polimex Energetyka Sp. z o.o.
- Polimex Infrastruktura Sp. z o.o.
- Polimex Opole Sp. z o.o. Sp.k.
- Polimex-Mostostal ZUT Sp. z o.o.
- Polimex-Mostostal Ukraina Sp. z o.o.
- Polimex-Mostostal Wschód Sp. z o.o.
- Pracownia Wodno-Chemiczna Ekonomia Sp. z o.o.
- Stalfa Sp. z o.o.

## Anteilseigner
Die Anteilseigner an der Polimex Mostostal S.A. (Stand: 2019) sind:
| Name                        | Anteil in % |
| --------------------------- | ----------- |
| PGE, Enea, Energa und PGNiG | 65,9        |
| Bank Pekao                  | 5,8         |
| Streubesitz                 | 28,3        |